# Воздушный тормоз Вестингауза

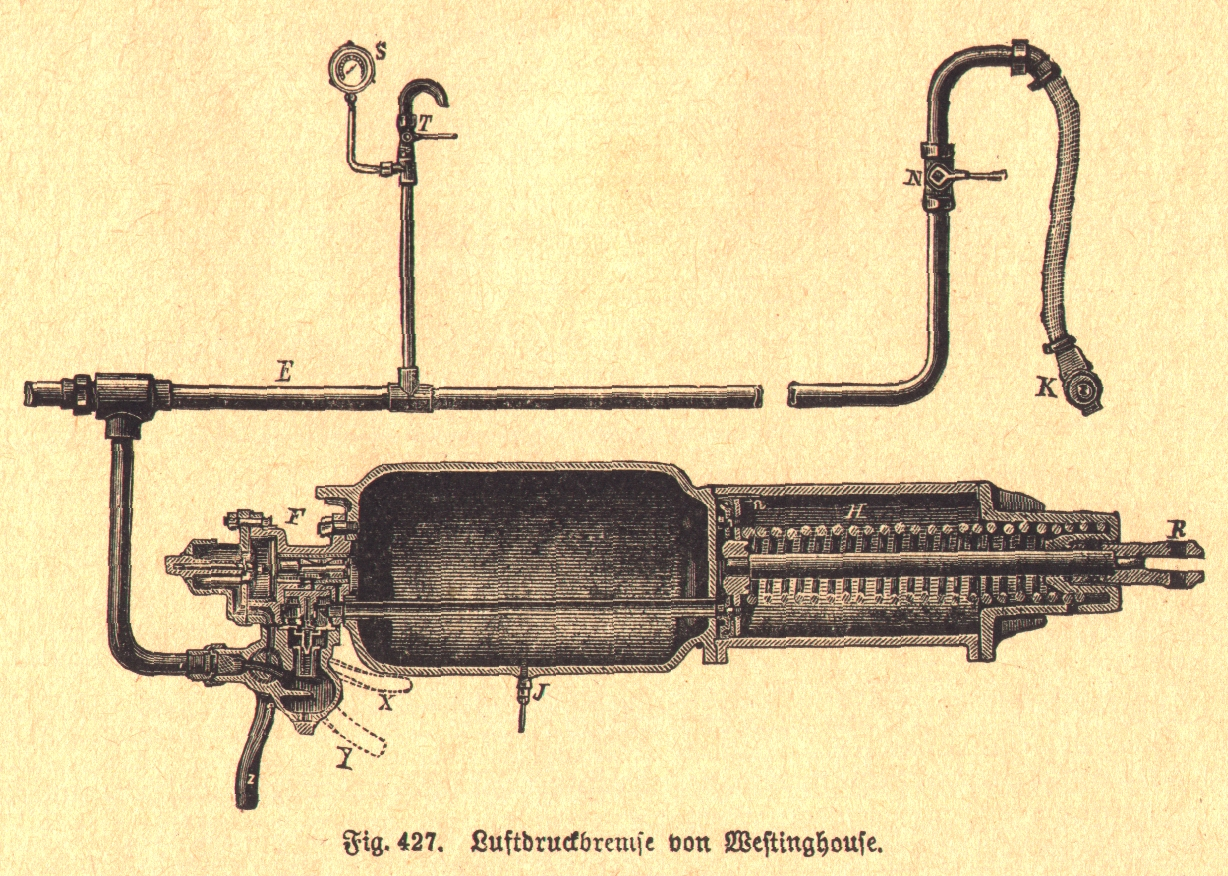
Воздушный тормоз Вестингауза

Воздушный тормоз Вестингауза — название для систем привода тормозов в железнодорожном транспорте, использующих для работы сжатый воздух.
Первая надёжная (автоматическая) система воздушных тормозов была запатентована Джорджем Вестингаузом 5 марта 1872 года. Изобретение Вестингауза стало поистине революционным для железных дорог, обеспечивая надёжное торможение, что, в свою очередь, расширило диапазон скоростей, с которыми могли двигаться составы тех лет. Вестингауз также предложил множество дополнений к своему изобретению, давшие возможность применять его в самых различных системах автоматического торможения. В 1893 году Конгресс США даже принял специальный «Закон об обеспечении безопасности на железнодорожном транспорте» (англ. Railroad Safety Appliance Act), делающий использование таких систем обязательным. Только в Соединённых Штатах к 1905 году более 2 млн грузовых, пассажирских, почтовых и багажных вагонов, а также около 89 тыс. локомотивов были оборудованы автоматическими тормозами Вестингауза.

## Введение

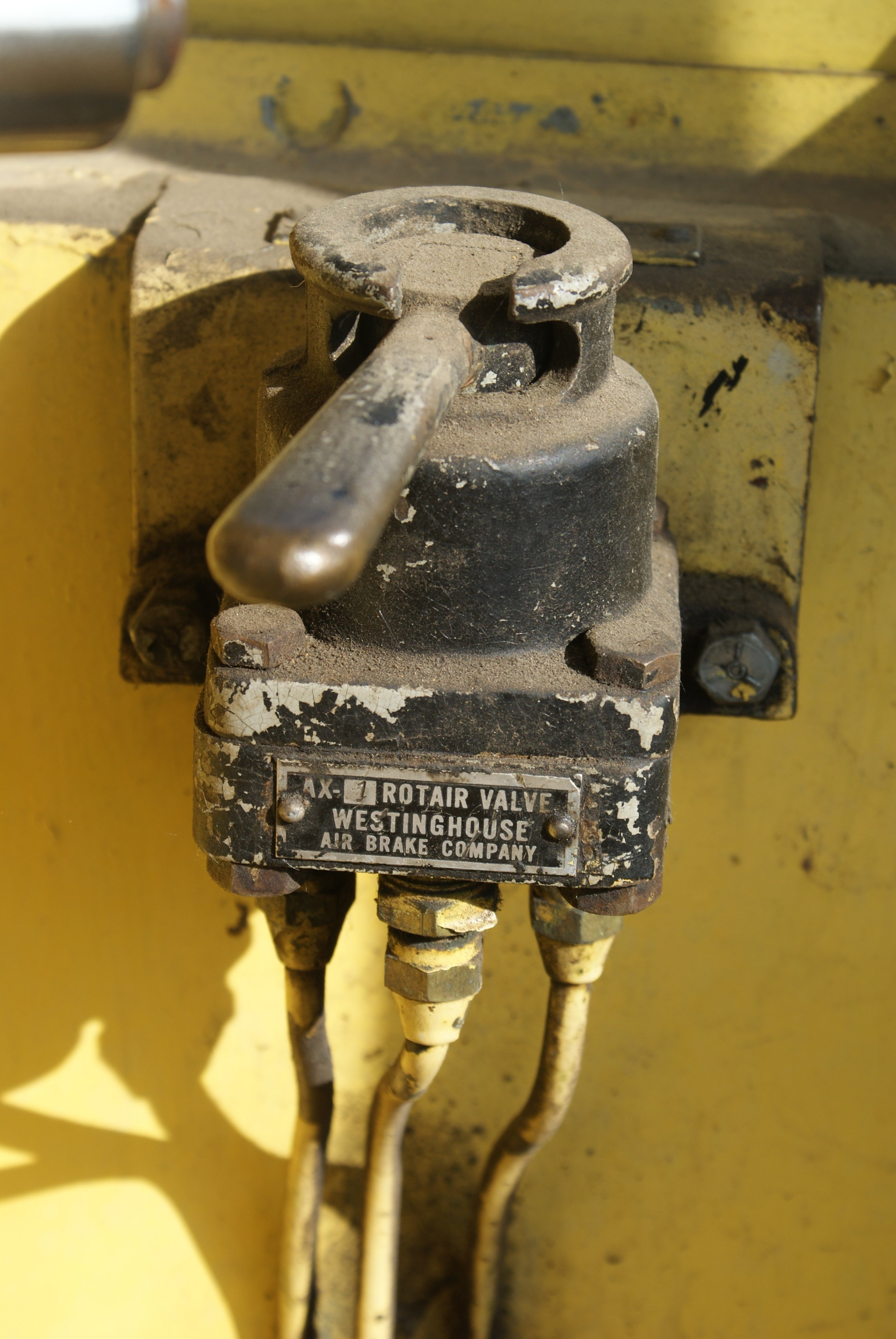
Часть тормозной системы производства Westinghouse Air brake Company

В самой простой системе воздушного тормоза, которая называется системой прямого действия (или прямодействующий тормоз), сжатый воздух давит на поршень в цилиндре. Поршень соединён с тормозной колодкой, которая трётся о колесо вагона или локомотива, заставляя его остановиться. Сжатый воздух подаётся компрессором локомотива от вагона к вагону через специальную тормозную магистраль (систему труб), проходящую через весь состав, и имеющую гибкие вставки между вагонами. Принципиальной проблемой такой системы является то, что в случае нарушения герметичности магистрали или её соединений давление в системе будет падать, и его может не хватить для надёжного торможения, что может привести к аварии. Системы прямого действия применяются только на локомотивах, имеют двухконтурную схему, когда на каждой тележке устанавливается свой независимый контур.
Для устранения указанного недостатка систем прямого действия Вестингауз предложил оборудовать каждый вагон воздушным резервуаром, а также специальным «тройным клапаном», также называемым управляющим клапаном.
Зачастую говорят, что «тройным» клапан назван потому, что он выполняет три функции. На самом деле это миф, потому что функций у него всего две: он прикладывает усилие к тормозам и отпускает их. Конечно, параллельно он выполняет и другие сопутствующие операции, например, поддерживает усилие, или позволяет воздушному резервуару наполняться при отпускании. В своём основном патенте Вестингауз ссылается на «тройное клапанное устройство», потому что оно состоит из трёх компонентов: тарельчатого клапана, подающего воздух из резервуара к тормозным цилиндрам, клапана заполнения резервуара, а также клапана, освобождающего тормозные цилиндры.
Принцип работы системы следующий:
- если давление в воздушной магистрали поезда ниже, чем в резервуаре, то выпускной клапан тормозного цилиндра закрывается, и воздух из вагонного резервуара (запасный резервуар) подаётся в тормозной цилиндр, вызывая срабатывание тормозов;
- если давление в магистрали выше, чем в вагонном резервуаре, то тройной клапан соединяет магистраль с резервуаром, тем самым наполняя его. Параллельно он открывает выходное отверстие тормозного цилиндра, обеспечивая отпуск тормоза;
- в тот момент, когда давление в резервуаре сравнивается с давлением в магистрали, тройной клапан закрывается, а тормозной цилиндр остаётся в своём последнем положении.

В отличие от систем прямого действия, система Вестингауза использует понижение давления в линии для инициирования торможения. Когда машинисту необходимо снизить скорость, он открывает тормозной клапан, соединяющий воздушную линию поезда с атмосферой, давление в магистрали снижается, и срабатывают тормозные цилиндры вагонов. Если же клапан закрыть, давление в магистрали восстанавливается компрессором локомотива, давление повышается, тормозные цилиндры вагонов открываются в атмосферу, освобождая тормоза и перезаряжая резервуары.
Таким образом, система Вестингауза становится надёжной — ведь любое повреждение воздушной магистрали на любом её участке, включая такое серьёзное, как разрыв состава, вызовет немедленную остановку всего поезда. Поэтому тормоз Вестингауза называется автоматическим.

## Усовершенствования
Современные воздушные тормозные системы состоят из двух частей:
- обычной, работающей в штатном режиме;
- аварийной (ускорителя), вызывающей ускоренное торможение в случае разрыва воздушной магистрали.

В обычном режиме машинист снижает давление в магистрали на определённую величину. Требуется несколько секунд, чтобы давление в магистрали снизилось, и ещё несколько секунд для срабатывания тормозов по всему составу. Но для экстренного торможения магистраль напрямую соединяется с атмосферой, что приводит к немедленному срабатыванию всех тормозных цилиндров. В таком же режиме система работает в случае нарушения целостности магистрали или другой аварии.
Постановка задачи аварийного применения системы добавляет в неё ещё один компонент. Тройной клапан разделяется на две части: штатную, используемую в обычном режиме, и аварийную, которая реагирует на резкое снижение давления в воздушной магистрали. Воздушный резервуар также при этом делится на две части — штатную и аварийную. Такой резервуар называется «двухотсечным». При обычной работе давление подаётся в тормозные цилиндры только из штатного отсека, в то время как при аварийном торможении включаются оба, и тормозное усилие возрастает на 20—30 %.
Аварийная часть тройного клапана срабатывает при экстремально быстром падении давления в магистрали. Так как поезда обычно имеют большую длину, а диаметр магистрали относительно мал, тормозное усилие будет заметно выше в голове состава (в случае аварийного торможения, инициированного машинистом) или в районе разрыва магистрали. Чтобы избежать неравномерного срабатывания тормозов по длине состава, ускоритель каждого вагона при срабатывании производит дополнительное снижение давления в магистрали.

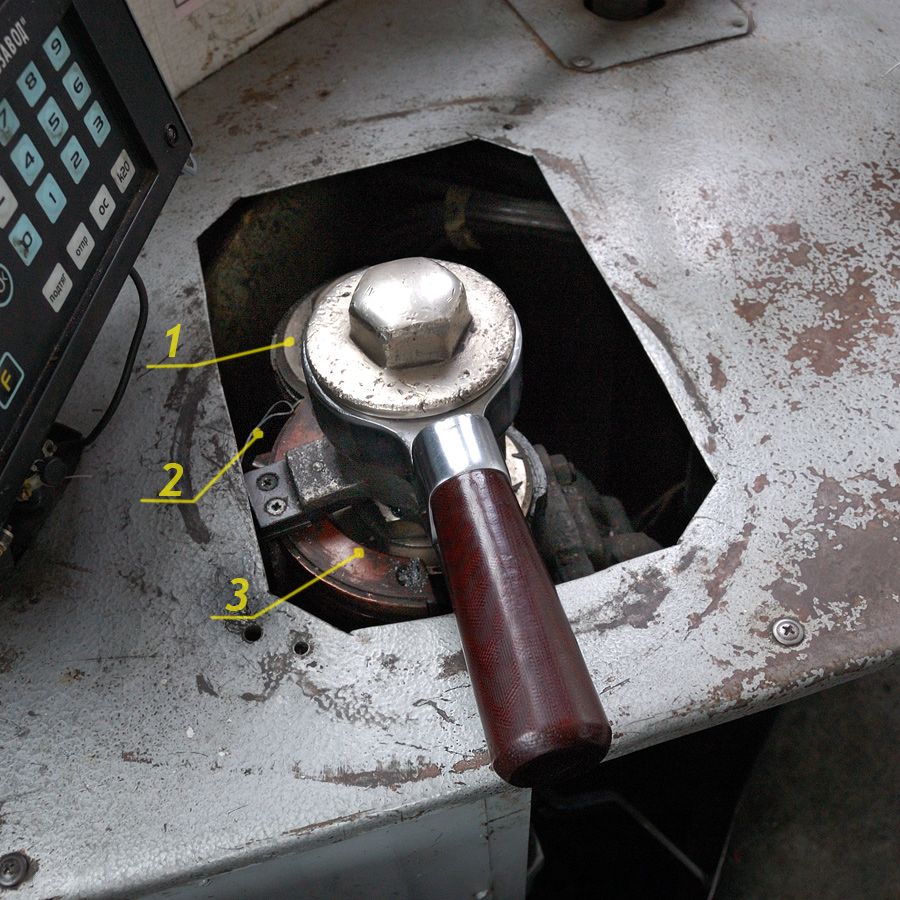
Кран системы Вестингауза с контактами для управления ЭПТ

Электропневматические тормоза (ЭПТ) — это новый тип воздушных тормозов, обеспечивающий срабатывание всех тормозных систем одновременно вдоль всего состава, в отличие от обычных тормозов, срабатывающих последовательно по мере прохождения тормозной или отпускной волны по магистрали. В настоящее время ЭПТ работают на пассажирских поездах стран бывшего СССР, пригородных поездах многих стран, испытываются в Северной Америке и Южной Африке на составах, перевозящих руду и уголь. Также есть сведения, что такие тормоза применялись в конце 1980-х годов на высокоскоростных поездах ICE в Германии.
Советские ЭПТ — неавтоматического типа, их электровоздухораспределитель (ЭВР) типа 305 собран в единый блок с воздухораспределителем типа 292 (модернизированным тройным клапаном Вестингауза), между ними установлен переключательный клапан, подключающий к тормозному цилиндру тот воздухораспределитель, который даёт большее давление. Это позволяет при отказе ЭПТ остановить поезд обычным автоматическим тормозом. Схема ЭПТ двухпроводная: первый провод основной, к нему подключены ЭВР 305, а второй — контрольный, он соединён с основным на последнем вагоне, и по нему на локомотив возвращается контрольный ток, подтверждающий целостность цепи ЭПТ. Второй вывод ЭВР-ов заземлён (подключен к корпусу), и рабочий тормозной ток возвращается на локомотив по рельсам.
За рубежом долгое время пассажирские поезда имели трёхпроводную версию электропневматических тормозов, что позволяло устанавливать тормозное усилие на один из семи уровней. В большинстве случаев такая система имеет недостаточную надёжность, так как для приложения тормозного усилия напряжение к проводам нужно прикладывать последовательно, однако в большинстве случаев при аварии такая система может работать и как обычный воздушный тормоз. В более поздних системах управление происходило по проводу, на котором для растормаживания постоянно поддерживалось постоянное напряжение.
В последнее время применяются электронно управляемые тормозные системы, в которых все вагоны соединены локальной вычислительной сетью, что позволяет компьютеру локомотива управлять каждым тормозом индивидуально, а также раздельно получать информацию о состоянии каждого компонента системы.

## Возможные проблемы
Воздушный тормоз может не сработать, если в одном из вагонов закрыт кран воздушной магистрали. Это приведет к тому, что тормоза вагонов, находящихся за закрытым краном, не смогут отреагировать на изменение давления в магистрали. Были случаи, когда это приводило к тяжёлым авариям (катастрофа на станции Каменская, железнодорожная катастрофа на Лионском вокзале, Крушение в Челябинской области 11 августа 2011 года).
Для предотвращения таких инцидентов принимаются специальные защитные меры. На всех железных дорогах установлены жёсткие правила, регулируемые специальным законодательством, по проверке поездов перед рейсом. Эти меры применяются на всех этапах — от соединения воздушных магистралей вагонов и зарядки резервуаров до проверки срабатывания, а затем и отпускания каждого тормоза вдоль всего состава. Особое внимание уделяется последнему вагону, проходимость магистрали от локомотива проверяется с помощью специального устройства или вручную — открытием концевого крана последнего вагона, при этом машинист должен подтвердить, что видит по манометру падение давления, а по составу слышен резкий звук срабатывания ускорителей и бывает даже видно, как выходящий из ускорителя воздух раздувает пыль под вагоном.
Если воздух проходит по всей длине состава, но тормоза отдельного вагона не работают — его тройной клапан неисправен. В зависимости от доступности ремонтных мастерских, а также от законодательства, регулирующего допустимое количество неработающих тормозов в составе, такой вагон может быть снят с рейса немедленно, либо отправлен в ремонт в ближайшем доступном пункте. Также целостность магистрали проверяют перед отправлением кратковременной постановкой ручки крана в положение сверхзарядки (первое), при этом по скорости нарастания давления в магистрали можно судить о её объёме — чем быстрее нарастает давление, тем короче магистраль. В длинносоставных грузовых поездах давление почти не нарастает, если же нарастание слишком быстрое (давление за несколько секунд возрастает до предельного), то тормозная магистраль короткая — короткосоставный поезд или перекрытие концевого крана в первой части состава.
Другая возможная неисправность — неправильный подбор тормозных колодок, которые могут перегреться и перестать работать на длинном уклоне. Такой случай произошёл на 30-километровом спуске между городом Катумба и пригородом Сиднея Эму-Плайнс в Австралии. Поезд потерял управление, и крушение не произошло только по счастливой случайности.

## Стандартизация
Современный пневматический тормоз отличается от оригинального, благодаря различным изменениям в конструкции тройного клапана, которые не полностью совместимы между собой. Однако при этом, базовый принцип пневматических тормозов неизменен по всему миру.